# Stadtkapelle Memmingen
Die Stadtkapelle Memmingen ist ein Blasorchester der oberschwäbischen Stadt Memmingen. Ihre Geschichte reicht bis in das Jahr 1410 zurück. Sie wird seit 2019 von Stadtkapellmeister Markus Peter geleitet.

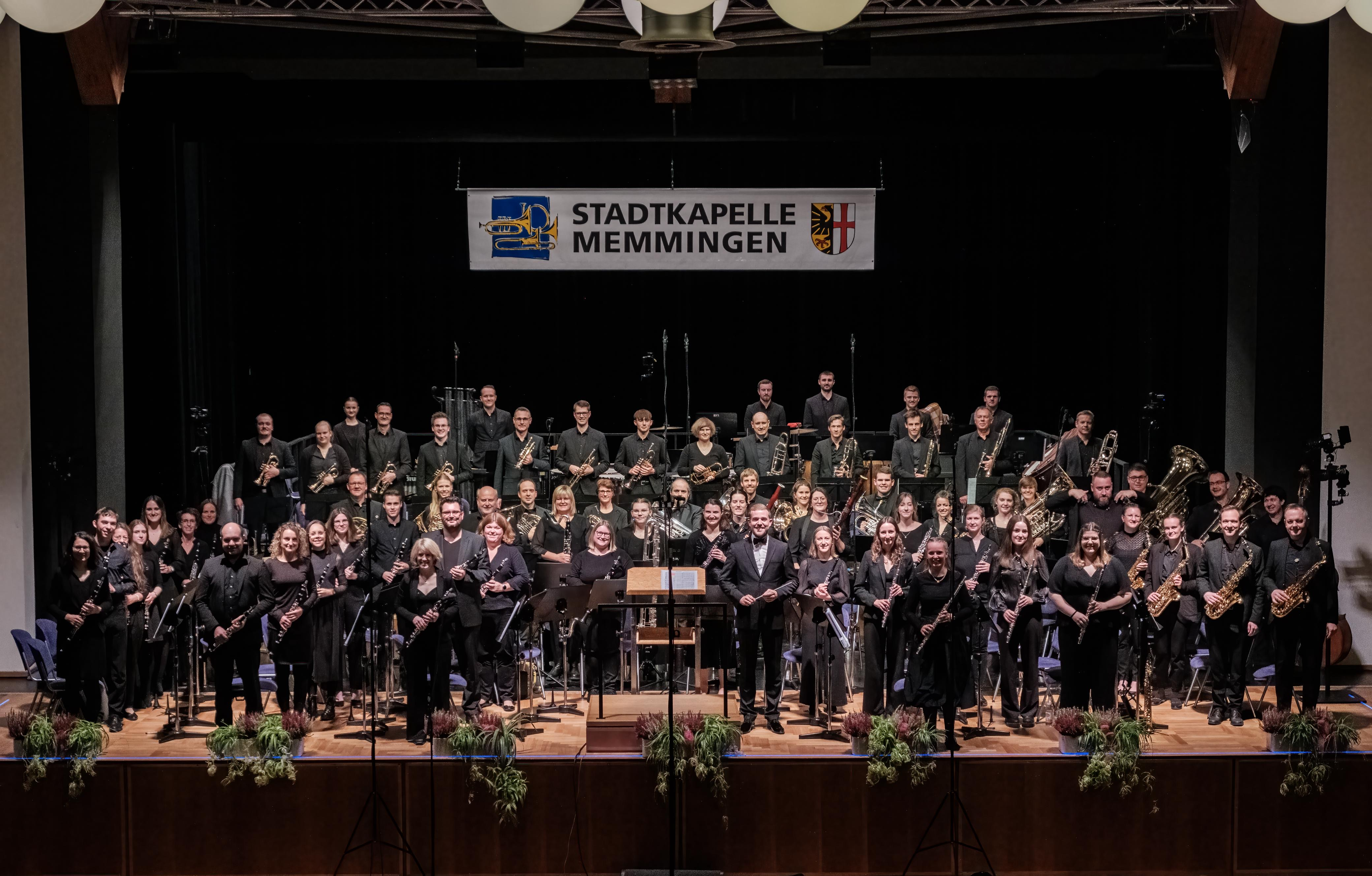
Die Stadtkapelle Memmingen beim Herbstkonzert 2024 unter der Leitung von Markus Peter.

## Geschichte

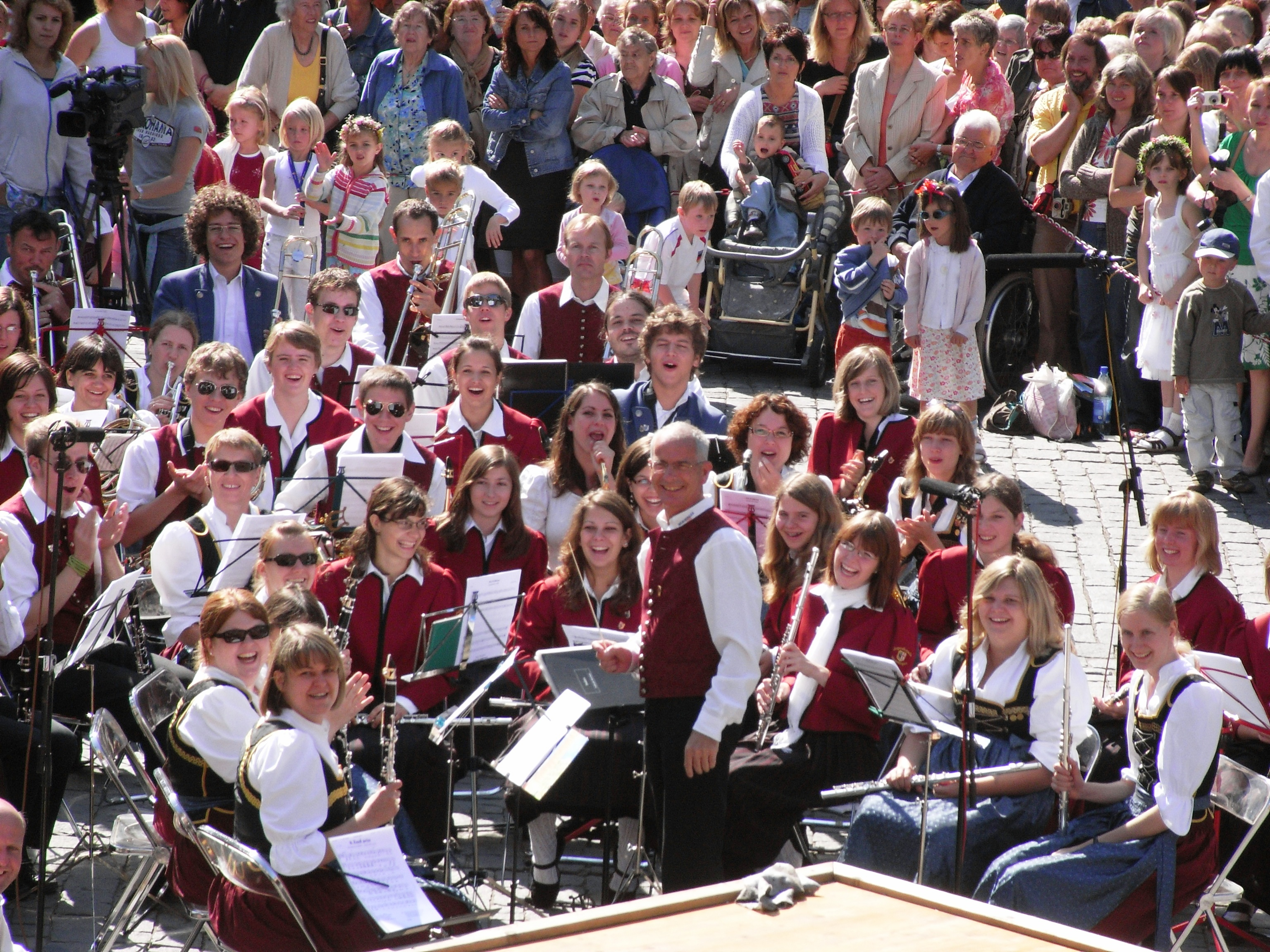
Die Jugendkapelle Memmingen mit dem damaligen Dirigent Johnny Ekkelboom (2008)

In den Chroniken sind erstmals 1410 „Stadtpfeifer und -musici“ erwähnt. Seit diesem Zeitpunkt wird in den Chroniken und Protokollen im Stadtarchiv von Musikgruppen berichtet, so 1602 von der musikalischen Begleitung der Morgen- und Abendpredigten in St. Martin. Ab 1613 stellte die Stadt drei, ab 1624 vier bezahlte Bläser in ihren Dienst. Diese mussten auch den Wachdienst auf dem Martinsturm leisten. Seit dem Dreißigjährigen Krieg begleiteten die Musikgruppen vorwiegend die Meistersinger und die Aufführungen des Landestheaters Schwaben. In den Lateinschulen der Stadt erteilten sie Musikunterricht. 1655 rief Christoph Schorer einen weiteren Musikverein, das Collegium Musicum ins Leben. Alle 14 Tage traf sich die städtische Oberschicht von Geistlichen, Juristen, Ärzten und anderen Bürgern, um zusammen zu singen und Musikinstrumente zu spielen. Bereits 1659 begleitete die Kapelle den Gottesdienst in St. Martin. 1660 zählte die Gruppe bereits 56 Mitglieder. 1662 zog sich die Kapelle nach einem Streit mit den Geistlichen aus der Kirchenmusik zurück. Allerdings wird immer wieder in den Quellen des Stadtarchives berichtet, dass das Collegium bis 1755 gelegentlich den Gottesdienst musikalisch begleitete.
Im Jahr 1970 bildete der Dirigent Herbert Becker die Freizeitkapelle zu einem Höchststufen-Blasorchester um. Von 1994 bis 2019 leitete Johnny Ekkelboom als Dirigent und Stadtkapellmeister die Kapelle. Unter ihm nahm sie erfolgreich an vielen musikalischen Wettbewerben teil. Sein Nachfolger seit 1. Juni 2019 ist Markus Peter. Die Kapelle besteht aus ungefähr 65 Musikerinnen und Musikern.

## Preise
- 3. Platz beim Landesmusikfest 1995 in Füssen
- 1. Platz beim Landesmusikfest Nordrhein-Westfalen 1.–4. Mai 1997 in Brilon
- 4. Platz von 11 Teilnehmern beim Deutschen Orchesterwettbewerb 2000 in Karlsruhe (21,1 von 25 Punkte)[3]
- 17. Platz von 22 Teilnehmern in der Kategorie Harmonie (1. Abteilung) bei der Wereld Muziek Concours in Kerkrade 2005 (82 von 100 Punkte, Silbermedaille)[4]
- 2. Platz von 3 Teilnehmern beim Bayerischen Orchesterwettbewerb 2007 in Bad Windsheim[5]
- Silbernes Band beim Internationalen Blasmusikfestival 2008 in Prag (445 Punkte)
- 2. Platz von 9 Teilnehmern beim Deutschen Orchesterwettbewerb 2008 in Wuppertal in der Kategorie Blasorchester (23,3 von 25 Punkte)[6]
- 2. Platz von 7 Teilnehmern beim 11. Bayerischen Orchesterwettbewerb 2024 in München in der Kategorie B1 - Blasorchester (23 von 25 Punkten).[7]
- 3. Platz von 10 Teilnehmern beim Deutschen Orchesterwettbewerb 2025 in Wiesbaden in der Kategorie Blasorchester (22,8 von 25 Punkten)